# Răuseni
Răuseni é uma comuna romena localizada no distrito de Botoşani, na região de Moldávia . A comuna possui uma área de 50.99 km² e sua população era de 3091 habitantes segundo o censo de 2007.